# Reino de Sofena
O Reino de Sofena (em armênio: Ծոփք; romaniz.: Tsop’k’; em grego clássico: Σωφηνή; romaniz.: Sōphēnḗ) foi uma entidade política do período helenístico situada entre a antiga Armênia e a Síria. Governado por um dos ramos da dinastia orôntida, o reino foi culturalmente misturado com influências gregas, armênias, iranianas, sírias, anatólicas e romanas. Fundado por volta do século III a.C., manteve a independência até c. 95 a.C., quando o rei artaxíada Tigranes, o Grande conquistou os territórios como parte de seu império. Sofena ficava perto da Carpute medieval, que é a atual Elaze.

## Nome
Acredita-se que o nome Sofena derive do etnônimo supanis (ṣuppani), um povo que viveu na região na primeira metade do I milênio a.C. e aparece em fontes hititas e assírias. De acordo com o historiador Nicholas Adontz, o grego antigo Sōphēnḗ foi cunhado após o armênio Tsop'k', que deriva diretamente de Ṣuppani.

## História
Sofena foi governado pelos orôntidas, uma dinastia de origem iraniana que descendia de Orontes I, um nobre bactriano que era genro do xainxá aquemênida Artaxerxes II (r. 404–358 a.C.). De acordo com o escritor grego Estrabão (falecido em 24 d.C.) em sua Geografia, Sofena surgiu pela primeira vez como um reino distinto sob Zariadres (fl. 190 a.C.), que foi instalado como seu governante pelo rei selêucida Antíoco III (r. 222–187 a.C.). Ele acrescenta ainda que após a derrota de Antíoco III contra os romanos, Zariadres declarou independência. No entanto, este relato é fortemente contradito por evidências epigráficas e numismáticas.
Sofena provavelmente surgiu como um reino distinto no século III a.C., durante o declínio gradual da influência selêucida no Oriente Próximo e a divisão da dinastia orôntida em vários ramos. Três governantes pertencentes a um ramo orôntida diferente, Samo I, Arsames I e Xerxes governaram a parte ocidental da Grande Armênia, talvez de Comagena a Arzanena. Após a morte de Zariadres, seu filho Artaxias I reivindicou o direito de governar Sofena com base em seus direitos de sucessão (primogenitura). No entanto, a linhagem mais jovem em Sofena conseguiu preservar a independência de seu reino, devido ao seu vínculo diplomático (e possivelmente dinástico) com a Capadócia. Três sucessores conhecidos de Zariadres são conhecidos, que foram Mitrobuzanes, Arcátias e Artanes.
A capital do reino era Carcatiocerta, identificada como a cidade-local agora abandonada de Eil no rio Tigre, ao norte de Diarbaquir. No entanto, seu maior assentamento e única cidade verdadeira era Arsamósata, situada mais ao norte. Arsamósata foi fundada no século III a.C. e sobreviveu num estado contraído até talvez o início do século XIII. Sofena foi autônoma durante a maior parte do século II a.C.. A mudança ocorreu pela primeira vez com a chegada do Império Arsácida, que sob o xainxá Mitridates II (r. 124–91 a.C.) forçou Sofena a reconhecer sua suserania. Sofena foi conquistada pelo rei da Grande Armênia, Tigranes II, o Grande, c. 95 a.C., mas Tigranes perdeu o controle sobre Sofena c. 69 a.C. durante sua guerra com a República Romana. Depois que Tigranes II foi derrotado pelos romanos, Pompeu instalou o filho dele, Tigranes, o Jovem, como governante de Sofena, e então cedeu o reino a Ariobarzanes I da Capadócia. É debatido se depois de 66 a.C. Sofena voltou ao controle da Grande Armênia ou se tornou parte da Capadócia. Por volta de 54 d.C., os romanos instalaram Soemo de Emesa como rei de Sofena. Depois disso, Sofena voltou ao controle armênio e foi governada como uma província. Os ramos armênios da dinastia orôntida continuaram a governar partes de Sofena depois que foi anexada.

## Religião e cultura
A dinastia orôntida em Sofena praticava o zoroastrismo. De acordo com o historiador moderno Michał Marciak, a existência bem atestada da cultura iraniana em Sofena pode ser entendida como uma derivação da Grande Armênia e indiretamente do Irã. No entanto, também acrescenta que a forte existência da cultura iraniana pode ter influenciado escritores romanos e gregos a considerar a região como armênia. Os orôntidas estavam envolvidos ou reviveram certas práticas locais de seus descendentes sátrapas persas para fazer seu pequeno reino se destacar. Além disso, com os nomes dos membros reais da família incluindo os nomes de suas novas cidades, os orôntidas enfatizaram suas aspirações dinásticas reais aquemênidas e orôntidas, e também sua formação cultural iraniana. Isso incluía nomes como Xerxes e Arsames, comuns entre a dinastia aquemênida e a elite persa. O nome de "Samo" é possivelmente derivado do nome avéstico Sama, o pai do herói avéstico Garxaspe, o que indicaria algum tipo de costume religioso iraniano ou tradição épica entre os orôntidas.
Os cultos iranianos eram populares em Sofena entre a nobreza, que se dava nomes iranianos teofóricos, e o campesinato, que sacrificava cavalos em nome da deusa Anaíte. Anaíte era muito popular no país, com animais como vacas e cavalos sendo regularmente sacrificados em seu nome. As moedas cunhadas em Sofena retratavam várias figuras, como Hércules, raios alados e águias. A iconografia de Hércules pode ter sido usada como uma representação dos deuses zoroastristas Artagnes ou Aúra-Masda, semelhante ao Império Parta.

## Arquitetura
Os orôntidas fundaram cidades como Samósata e Arsamósata. Foram chamadas de "alegria de" ou "felicidade de" seus fundadores, o que era uma prática orôntida (e mais tarde artaxíada) que lembrava o discurso real aquemênida. Embora os assentamentos fundados pelos orôntidas demonstrem sua conexão cultural e dinástica persa, não reutilizaram sítios aquemênidas ou selêucidas. Os túmulos reais erguidos por eles desempenharam um papel na evolução de várias tradições do Irã Médio. Eles os criaram no estilo de um túmulo escavado na rocha, enfatizando muito sua conexão real persa, bem como lembrando as histórias da necrópole aquemênida perto de Persépolis.

## Cunhagem
Semelhante aos primeiros arsácidas da Pártia e aos frataracas de Pérsis, os orôntidas de Sofena experimentaram imagens do poder real iraniano. Em suas moedas, Samo I (fl. 260 a.C.) é mostrado barbeado e usando a cirbásia, um tipo de capacete originalmente usado pelos sátrapas do Império Aquemênida. A ponta da cirbásia de Samo é mais proeminente, semelhante à do capacete usado pelos primeiros ariarátidas da Capadócia. Nas moedas de Xerxes (fl. 220 a.C.), é mostrado barbudo e usando uma cirbásia diademada, que representava uma nova imagem do poder real iraniano.

## População e língua
Embora os governantes do reino fossem armênios, a etnia do reino foi mista, com uma parte da população com ascendência armênia e a outra de semitas, mais ao sul, uma situação ainda existente na época das Cruzadas. O armênio era a língua comum falada pelo povo de Sofena. No entanto, o aramaico imperial (com uma mistura bastante forte de termos persas) era usado em procedimentos governamentais e judiciais, o que estava enraizado nas práticas aquemênidas da Armênia.

## Reis de Sofena
| Nome              | Moeda | Reinado                   |
| ----------------- | ----- | ------------------------- |
| Samo I            |       | ca. 260 a.C.              |
| Arsames I         |       | ca. 260–228 a.C.          |
| Xerxes            |       | 228–212 a.C.              |
| Zariadres         |       | ca. 200 - ca. 188/63 a.C. |
| Mitrobuzanes      |       | fl. 188−163 a.C.          |
| Arcátias          |       | fl. século II a.C.        |
| Artanes           |       | ?-95 a.C.                 |
| Tigranes, o Jovem |       | 65 a.C.                   |